# Komenda Rejonu Uzupełnień Tarnopol

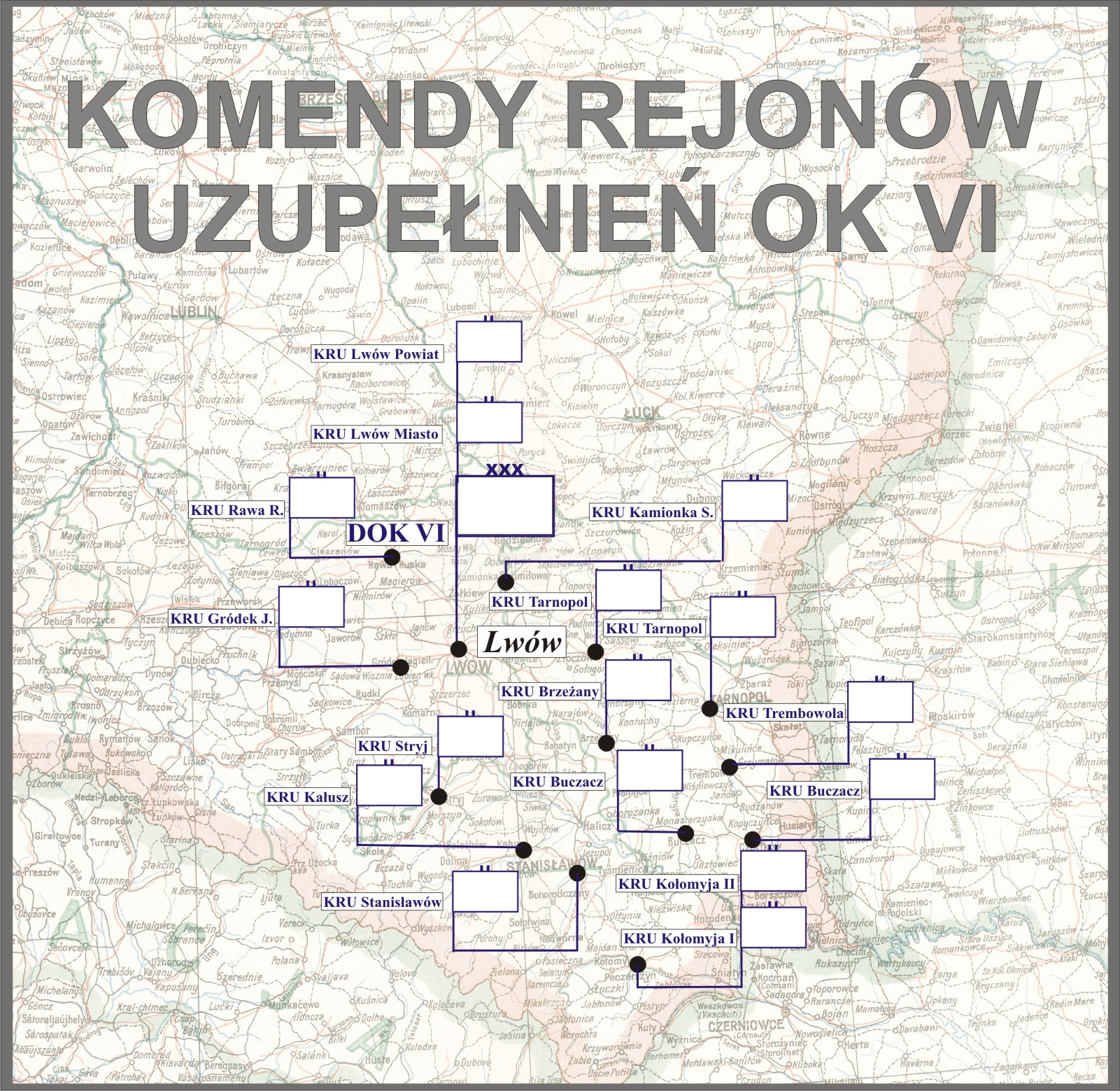
Komendy rejonów uzupełnień DOK VI

Komenda Rejonu Uzupełnień Tarnopol (KRU Tarnopol) – organ wojskowy właściwy w sprawach uzupełnień Sił Zbrojnych II Rzeczypospolitej i administracji rezerw w powierzonym mu rejonie.

## Formowanie i zmiany organizacyjne
17 lipca 1919 minister spraw wojskowych ustanowił Powiatową Komendę Uzupełnień Tarnopol z tymczasową siedzibą we Lwowie i podporządkował ją Dowództwu Okręgu Generalnego „Lwów”. PKU Tarnopol obejmowała swoją właściwością powiaty: skałacki, tarnopolski, trembowelski i zbaraski.
W czerwcu 1921 PKU 54 pp była podporządkowana Dowództwu Okręgu Generalnego „Lwów” i obejmowała swoją właściwością powiaty: skałacki, tarnopolski, trembowelski i zbaraski.
15 listopada 1921, po wprowadzeniu podziału kraju na dziesięć okręgów korpusów oraz wprowadzeniu pokojowej organizacji służby poborowej, dotychczasowa PKU 54 pp otrzymała nazwę Powiatowa Komenda Uzupełnień Tarnopol i została podporządkowana Dowództwu Okręgu Korpusu Nr VI we Lwowie. Okręg poborowy nie uległ zmianie i nadal obejmował powiaty: skałacki, tarnopolski, trembowelski i zbaraski. W każdym z czterech miast powiatowych rezydował oficer ewidencyjny.
18 listopada 1924 weszła w życie ustawa z dnia 23 maja 1924 o powszechnym obowiązku służby wojskowej, a 15 kwietnia 1925 rozporządzenie wykonawcze ministra spraw wojskowych do tejże ustawy, wydane 21 marca tego roku wspólnie z ministrami: spraw wewnętrznych, zagranicznych, sprawiedliwości, skarbu, kolei, wyznań religijnych i oświecenia publicznego, rolnictwa i dóbr państwowych oraz przemysłu i handlu. Wydanie obu aktów prawnych wiązało się z przejęciem przez władze cywilne (administracji I instancji) większości zadań związanych z przygotowaniem i przeprowadzeniem poboru. Przekazanie większości zadań władzom cywilnym umożliwiło organom służby poborowej zajęcie się wyłącznie racjonalnym rozdziałem rekruta oraz ewidencją i administracją rezerw. Do tych zadań dostosowana została organizacja wewnętrzna powiatowych komend uzupełnień i ich składy osobowe. Poszczególne komendy różniły się między sobą składem osobowym w zależności od wielkości administrowanego terenu.
Zadania i nowa organizacja PKU określone zostały w wydanej 27 maja 1925 instrukcji organizacyjnej służby poborowej na stopie pokojowej. W skład PKU Tarnopol wchodziły dwa referaty: I) referat administracji rezerw i II) referat poborowy. Nowa organizacja i obsada służby poborowej na stopie pokojowej według stanów osobowych L. O. I. Szt. Gen. 3477/Org. 25 została ogłoszona 4 lutego 1926. Z tą chwilą zniesione zostały stanowiska oficerów ewidencyjnych.
12 marca 1926 została ogłoszona obsada personalna Przysposobienia Wojskowego, zatwierdzona rozkazem Dep. I L. 6000/26 przez pełniącego obowiązki szefa Sztabu Generalnego gen. dyw. Edmunda Kesslera, w imieniu ministra spraw wojskowych. Zgodnie z nową organizacją pokojową Przysposobienia Wojskowego zostały zlikwidowane stanowiska oficerów instrukcyjnych przy PKU, a w ich miejsce utworzone rozkazem Oddz. I Szt. Gen. L. 7600/Org. 25 stanowiska oficerów przysposobienia wojskowego w pułkach piechoty.
Od 1926, obok ustawy o powszechnym obowiązku służby wojskowej i rozporządzeń wykonawczych do niej, działalność PKU Tarnopol normowała „Tymczasowa instrukcja służbowa dla PKU”, wprowadzona do użytku rozkazem MSWojsk. Dep. Piech. L. 100/26 Pob.
W marcu 1930 PKU Tarnopol nadal podlegała Dowództwu Okręgu Korpusu Nr VI i administrowała powiatami: skałackim, tarnopolskim, trembowelskim i zbaraskim. W grudniu tego roku PKU Tarnopol posiadała skład osobowy typ I.
31 lipca 1931 gen. dyw. Kazimierz Fabrycy, w zastępstwie ministra spraw wojskowych, rozkazem B. Og. Org. 4031 Org. wprowadził zmiany w organizacji służby poborowej na stopie pokojowej. Zmiany te polegały między innymi na zamianie stanowisk oficerów administracji w PKU na stanowiska oficerów broni (piechoty) oraz zmniejszeniu składu osobowego PKU typ I–IV o jednego oficera i zwiększeniu o jednego urzędnika II kategorii. Liczba szeregowych zawodowych i niezawodowych oraz urzędników III kategorii i niższych funkcjonariuszy pozostała bez zmian.
1 lipca 1938 weszła w życie nowa organizacja służby uzupełnień, zgodnie z którą dotychczasowa PKU Tarnopol została przemianowana na Komendę Rejonu Uzupełnień Tarnopol przy czym nazwa ta zaczęła obowiązywać 1 września 1938, z chwilą wejścia w życie ustawy z dnia 9 kwietnia 1938 o powszechnym obowiązku wojskowym. Obok wspomnianej ustawy i rozporządzeń wykonawczych do niej, działalność KRU Tarnopol normowały przepisy służbowe MSWojsk. D.D.O. L. 500/Org. Tjn. Organizacja służby uzupełnień na stopie pokojowej z 13 czerwca 1938. Zgodnie z tymi przepisami komenda rejonu uzupełnień była organem wykonawczym służby uzupełnień .
Komendant rejonu uzupełnień w sprawach dotyczących uzupełnień Sił Zbrojnych i administracji rezerw podlegał bezpośrednio dowódcy Okręgu Korpusu Nr VI, który był okręgowym organem kierowniczym służby uzupełnień. Rejon uzupełnień nie uległ zmianie z zastrzeżeniem, że powiat trembowelski miał być administrowany do czasu utworzenia nowej KRU Trembowla, lecz nie zrealizowano tego zamierzenia do lutego 1939.

## Obsada personalna
Poniżej przedstawiono wykaz oficerów zajmujących stanowisko komendanta Powiatowej Komendy Uzupełnień i komendanta rejonu uzupełnień oraz wykaz osób funkcyjnych (oficerów i urzędników wojskowych) pełniących służbę w PKU i KRU Tarnopol, z uwzględnieniem najważniejszych zmian organizacyjnych przeprowadzonych w 1926 i 1938.
Komendanci
- mjr piech. Jan Januszewicz (1919[23][24][6][7] – II 1929 → dyspozycja dowódcy OK VI[25][26])
- ppłk piech. Ludwik Eugeniusz Stankiewicz (p.o. III[27] – XII 1929 → p.o. komendanta PKU Konin[28])
- mjr piech. Henryk Dmowski (IX 1930 – 1 VIII 1933 → komendant PKU Częstochowa[29])
- ppłk piech. Władysław Śpiewak (VI 1934 – VIII 1935 → komendant PKU Warszawa Powiat)
- mjr piech. Ludwik Świder (15 VIII 1935[30] – 1937)
- ppłk piech. Jan Aleksander Klein (1939[31], †1940 Katyń)

Obsada pozostałych stanowisk funkcyjnych PKU w latach 1921–1925
- I referent – kpt. Leonard Karol Zawadzki (1923 – II 1926 → kierownik I referatu)
- II referent
  - urzędnik wojsk. XI rangi Bolesław Chodorski (do 16 V 1923[33] → OE Nowy Targ PKU Nowy Targ)
  - kpt. piech. Lubomir Jerzy Szychulski (16 V 1923[34] – 1924)
- oficer instrukcyjny
  - por. piech. Wojciech Socha (do IX 1924[35])
  - por. piech. Edmund Różycki (do X 1925[36] → 54 pp)
  - por. piech. Antoni Białoskórski (X 1925[36] – III 1926[37] → 54 pp)
- oficer ewidencyjny na powiat tarnopolski – urzędnik wojsk. XI rangi / chor. Jan Józef Szewczyk[38] (1923 – 1925)
- oficer ewidencyjny na powiat trembowelski
  - urzędnik wojsk. XI rangi Jan Niżnik (do 21 VI 1923[39] → OE Tczew PKU Starogard)
  - urzędnik wojsk. XI rangi / por. kanc. Augustyn Julian Różycki (21 VI 1923[39] – II 1926 → referent)
- oficer ewidencyjny na powiat skałacki lub zbaraski – urzędnik wojsk. XI rangi / chor. Franciszek Nocko[a] (1923 – 1925)
- oficer ewidencyjny na powiat zbaraski lub skałacki – urzędnik wojsk. XI rangi Edward Wałaszkiewicz (do II 1925[41] → OE Tarnów PKU Tarnów)

Obsada pozostałych stanowisk funkcyjnych PKU w latach 1926–1938
- kierownik I referatu administracji rezerw i zastępca komendanta
  - kpt. adm. sł. int. / piech. Leonard Karol Zawadzki (od II 1926, był w 1928)
  - mjr piech. Henryk Dmowski (XII 1929[48] – IX 1930 → komendant PKU)
  - kpt. piech. Stanisław Mielicki (IX 1930 – 1 VIII 1931[49] → PKU Kościan)
  - kpt. piech. Jan Fritz (1 VIII 1931[49] – VI 1938 → kierownik I referatu KRU)
- kierownik II referatu poborowego
  - kpt. piech. Lubomir Jerzy Szychulski (II 1926 – XII 1929[48] → kierownik II referatu PKU Małkinia)
  - kpt. piech. Stanisław Mielicki (XII 1929[48] – IX 1930 → kierownik I referatu)
  - por. kanc. Augustyn Julian Różycki[b] (IX 1930 – 1 VIII 1932[52] → praktyka u płatnika 54 pp)
  - kpt. piech. Kazimierz Józef Zwolennik (od 1 VIII 1932[53], był w VI 1935)
- referent – por. kanc. Augustyn Julian Różycki (II 1926 – IX 1930 → kierownik II referatu)

Obsada pozostałych stanowisk funkcyjnych KRU w latach 1938–1939
- kierownik I referatu ewidencji – kpt. adm. (piech.) Jan Fritz †1940 Charków[55]
- kierownik II referatu uzupełnień – kpt. adm. (piech.) Jan Tomczyński †1940 Charków[56]